# Sitochroa palealis
Sitochroa palealis là một loài bướm đêm thuộc họ Crambidae. Nó được tìm thấy ở châu Âu.
Sải cánh dài 26–34 mm. Con trưởng thành bay từ tháng 6 đến tháng 7 tùy theo địa điểm.
Ấu trùng ăn các loài Daucus carota, Peucedanum oreoselinum và from the genera Hogweed, Foeniculum và Silaum.

## Hình ảnh

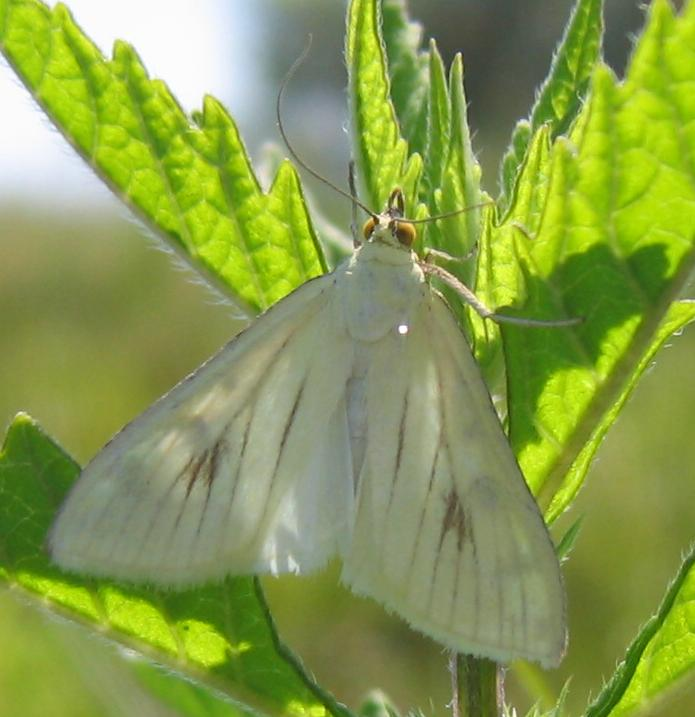
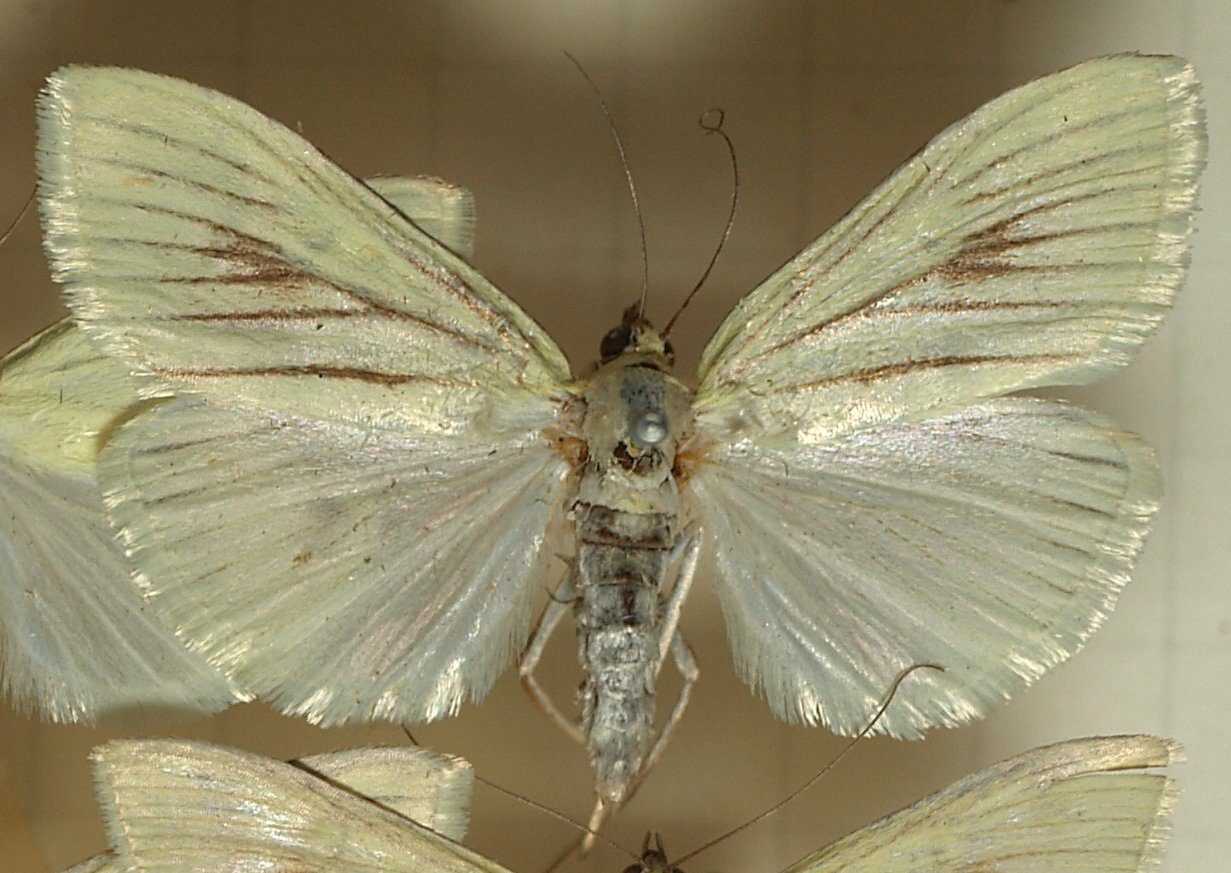
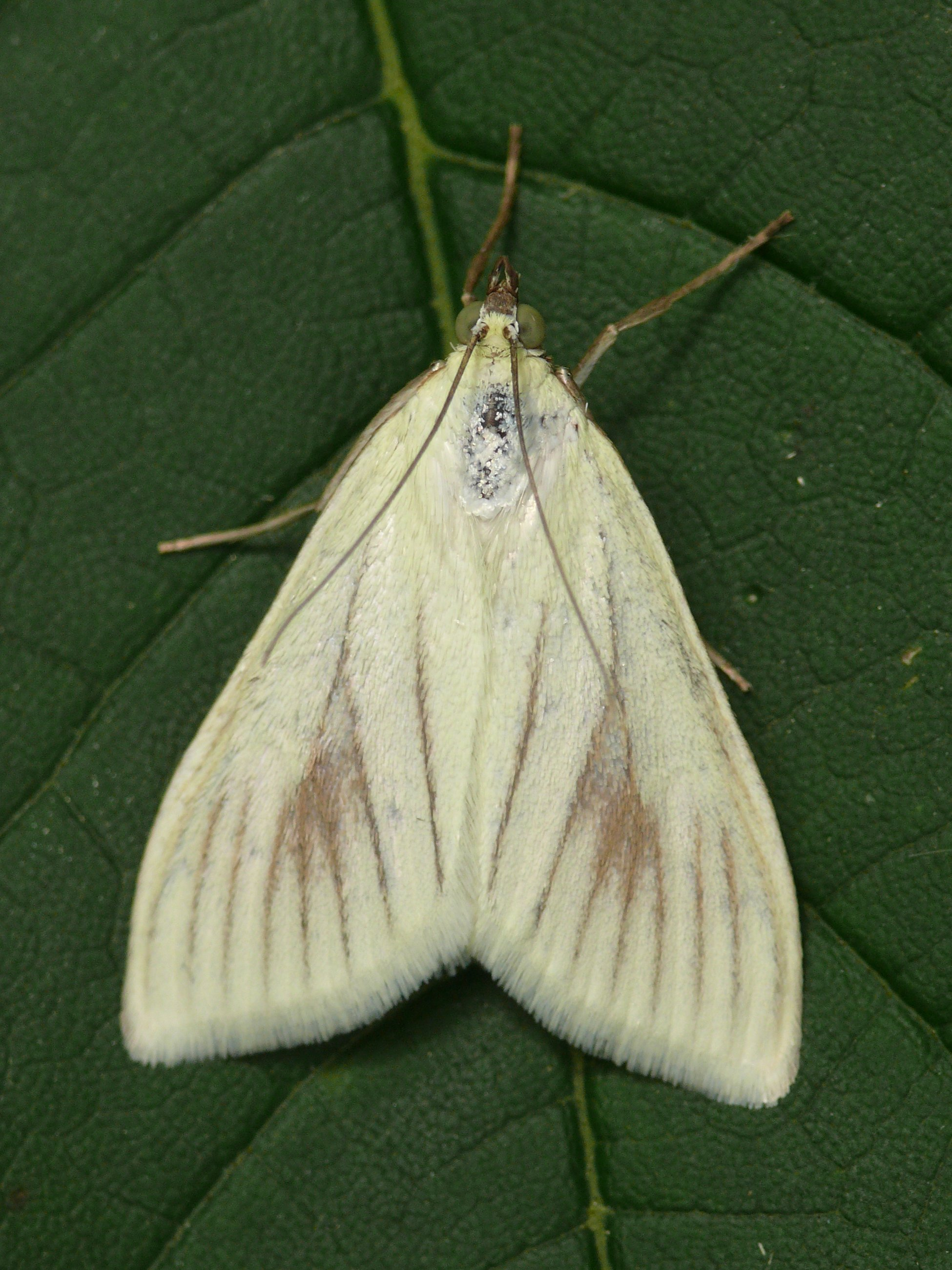
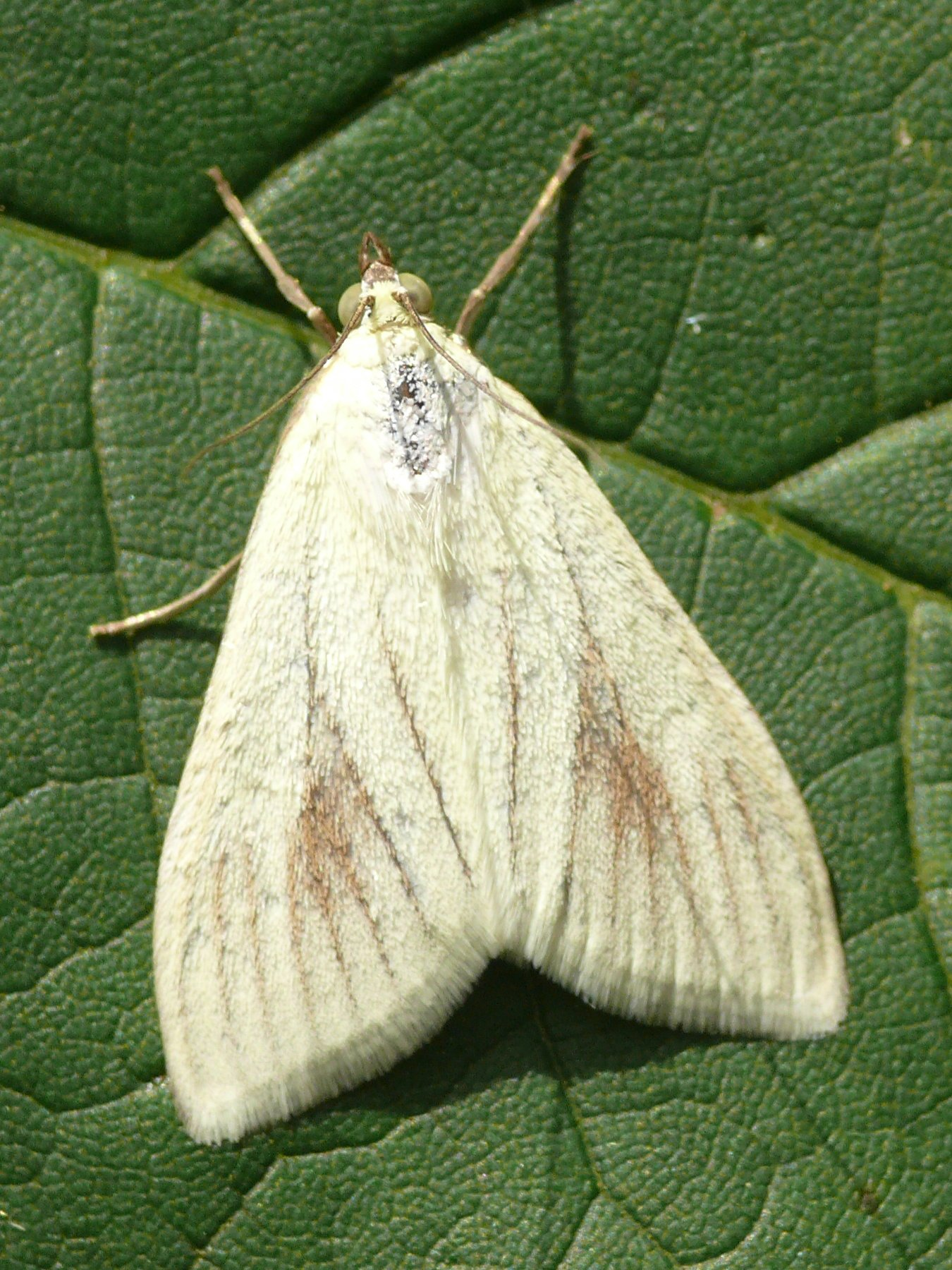